# Francisco Lima
Pour les articles homonymes, voir Lima (homonymie).
Francisco Lima est un joueur de football brésilien, né le 17 avril 1971 à Manaus.

## Carrière
| année     | club                                      | pays          | matches | buts |
| --------- | ----------------------------------------- | ------------- | ------- | ---- |
| 1995-1996 | União São João Esporte Clube São Paulo FC | Brésil        | 6 -     | 0 -  |
| 1996-1997 | Gaziantepspor                             | Turquie       | 30      | 1    |
| 1997-1998 | Gaziantepspor                             | Turquie       | 28      | 2    |
| 1998-1999 | FC Zurich                                 | Suisse        | 30      | 6    |
| 1999-2000 | FC Zurich US Lecce                        | Suisse Italie | 2 32    | 1    |
| 2000-2001 | Bologne FC                                | Italie        | 29      | 0    |
| 2001-2002 | AS Rome                                   | Italie        | 28      | 0    |
| 2002-2003 | AS Rome                                   | Italie        | 28      | 0    |
| 2003-2004 | AS Rome Lokomotiv Moscou                  | Italie Russie | 32 15   | 0    |
| 2004-2005 | Lokomotiv Moscou                          | Russie        | 26      | 0    |
| 2005-2006 | Qatar SC Dynamo Moscou                    | Qatar Russie  | 7 -     | 0 -  |
| 2006-2007 | Brescia                                   | Italie        |         |      |